# Sleeping Satellite
Singles de Tasmin Archer
In Your Care
(1993)
Sleeping Satellite est une chanson pop interprétée par la chanteuse britannique Tasmin Archer. Il s'agit de son premier single, sorti le 31 août 1992, et son plus grand succès. Il est extrait de l'album Great Expectations.
En 1993, Tasmin Archer remporte le BRIT Award de la révélation britannique.

## Classements hebdomadaires
| Classement (1992-1993)                 | Meilleure position |
| -------------------------------------- | ------------------ |
| Allemagne (Media Control AG)           | 12                 |
| Australie (ARIA)                       | 14                 |
| Autriche (Ö3 Austria Top 40)           | 11                 |
| Belgique (Flandre Ultratop 50 Singles) | 12                 |
| États-Unis (Billboard Hot 100)         | 32                 |
| France (SNEP)                          | 6                  |
| Irlande (IRMA)                         | 1                  |
| Italie (FIMI)                          | 3                  |
| Nouvelle-Zélande (RMNZ)                | 12                 |
| Pays-Bas (Single Top 100)              | 8                  |
| Royaume-Uni (UK Singles Chart)         | 1                  |
| Suède (Sverigetopplistan)              | 4                  |
| Suisse (Schweizer Hitparade)           | 5                  |

## Certification
| Pays              | Certification |
| ----------------- | ------------- |
| Royaume-Uni (BPI) | Argent        |

## Reprise
La chanson a été reprise par Kim Wilde en 2011 sur son album Snapshots.